# Ortygia
Ortygia (wł. Ortigia) – wyspa, znajdująca się we Włoszech, w regionie Sycylia. Wyspa należy do miasta Syrakuzy. Z Sycylią połączona jest mostem Ponte Nuovo.

## Historia
Według historyków Ortygia była zamieszkana już w XIV wieku p.n.e. Dzisiejsze zabudowania zostały wzniesione około VIII wieku p.n.e., kiedy Grecy na wyspie założyli swoją kolonię. Początkowo rozwijała się ona tylko na Ortygii. Dwa wieki później Syrakuzy zaczęły rozbudowywać się w głąb lądu. Ortygia przez cały okres panowania Greków pozostała głównym centrum Syrakuz. Na wyspie budowano świątynie, pałace władców, wzniesiono port, a miasto otoczono murami. W V wieku p.n.e. Syrakuz Gelon wzniósł na wyspie świątynię Ateny.
W 212 roku p.n.e. miasto zajęli Rzymianie i ustanowili w nim gubernatora całej Sycylii. Po upadku Zachodniego Cesarstwa Rzymskiego Syrakuzy straciły na znaczeniu i przestały być ważnym ośrodkiem handlu morskiego. W okresie bizantyjskim miasto przeżyło okres rozwoju, podczas którego zostało ponownie ufortyfikowane. W IX wieku najazd Arabów wyniszczył miasto. W XVI wieku Karol V zdecydował się przekształcić wyspę w ufortyfikowaną twierdzę. Do tego celu użyto m.in. kamieni i innego budulca z antycznych zabytków znajdujących się w lądowej części Syrakuz. W 1693 roku na Ortygii doszło do trzęsienia ziemi, które zniszczyło dużą część zabudowy.

## Geografia
Ortigia to wyspa położona na wschodnim wybrzeżu Sycylii na morzu Jońskim. Wyspa ta ma ok. 1 km długości i ok. 0,5 km szerokości.

## Zobacz też

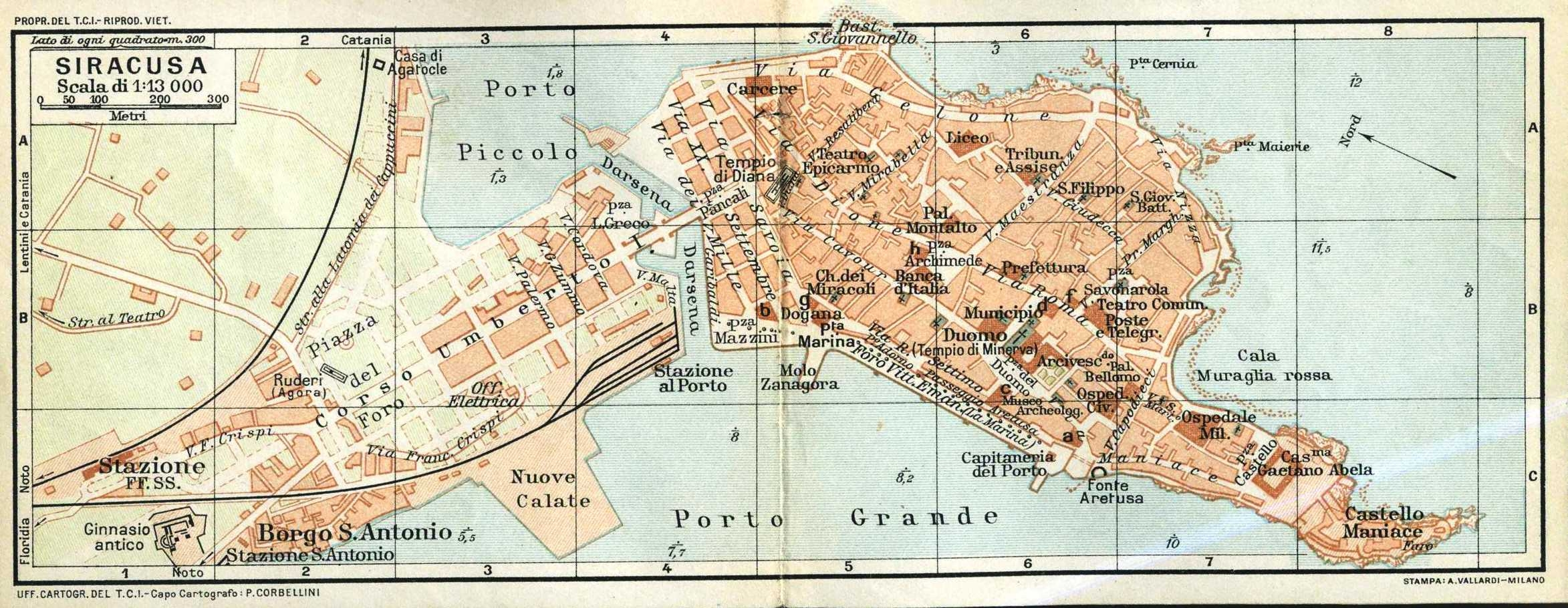
Mapa Ortygii z 1905

## Zabytki

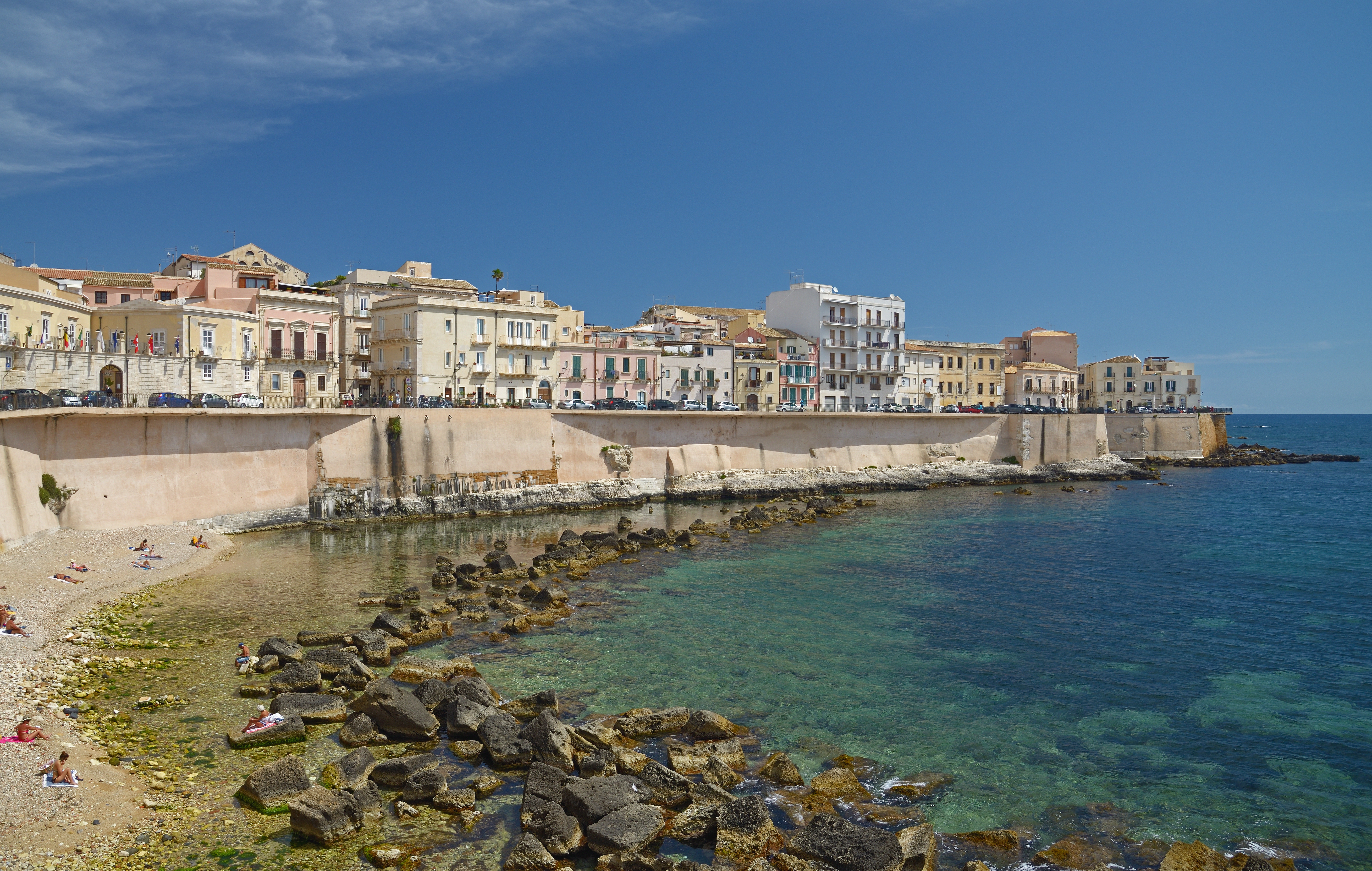
Lungomare di Ortigia

Zabytki Ortygii:
- Duomo
- Artemision
- Santa Lucia alla Badia
- Castello Meniance
- Plazzo Bellomo
- Forte Vigliena
- San Giovanni Battista
- San Filippo Apostolo
- Dzielnica Arabska
- Świątynia Apolla

Główne ulice Ortygii:
- Via Vittorio Veneto
- Via Roma
- Via della Maestranza[5]